# José Loiola
José Geraldo Loiola (Vitória, 28 maart 1970) is een voormalig Braziliaans beachvolleyballer. Met Emanuel Rego werd hij in 1999 wereldkampioen en won hij het eindklassement van de FIVB World Tour.

## Carrière

### 1992 tot en met 1997
Loiola maakte in 1992 zijn debuut in de World Tour en werd in februari 1993 tweede bij een FIVB-toernooi in Rio de Janeiro met Eduardo Bacil. Loiola en Bacil waren vervolgens enkel actief in de Amerikaanse AVP Tour. Het duo speelde het eerste seizoen 21 wedstrijden samen en behaalde drie tweede plaatsen (Fort Worth, Grand Haven en Cincinnati). Het jaar daarop namen ze deel aan 25 toernooien met twee tweede plaatsen (Santa Cruz en Hermosa Beach) en zes derde plaatsen (Fort Myers, Grand Haven, Manhattan Beach, Isla Verde, San Diego en Cincinnati). In 1995 speelde Loiola tien wedstrijden met Bacil om daarna verder te gaan met Adam Johnson. Loiola en Bacil wonnen in Washington en haalden het podium zowel in Boston en New York (derde) als in Fort Myers en Clearwater (tweede). Met Johnson boekte hij dat seizoen vier overwinningen (Seaside Heights, Minneapolis, Manhattan Beach en Hermosa Beach), vier tweede plaatsen en twee derde plaatsen.
Loiola en Johnson speelden het daaropvolgende jaar 25 wedstrijden in de AVP Tour met zeven zeges (New York), Phoenix, Minneapolis, Old Orchard Beach, Milwaukee, Santa Cruz en Chicago). Daarnaast werden ze zesmaal tweede (Fairfax, Riviera Beach, San Diego, Atlanta, Grand Haven en Manhattan Beach) en eenmaal derde (Cleveland). Loiola nam niet deel aan het eerste beachvolleybaltoernooi op de Olympische Spelen in Atlanta omdat hij niet in de FIVB World Tour actief was en zich daardoor niet kon kwalificeren. Het prijzengeld van de World Tour was in vergelijking met de AVP Tour namelijk beduidend minder, evenals het niveau van de competitie. In 1997 vormde Loiola in de Amerikaanse competitie een team met olympisch kampioen Kent Steffes. Het tweetal deed mee aan 21 toernooien waar het twaalf overwinningen behaalde (Phoenix, Riviera Beach, Clearwater, Miami, Corpus Christi, San Antonio, Lake Tahoe, Chicago, Cleveland, Grand Haven, Milwaukee en Orlando). Daarnaast nam hij met Bacil deel aan twee internationale toernooien; in Rio werden ze tweede en bij de eerste officiële wereldkampioenschappen beachvolleybal in Los Angeles bereikten Loiola en Bacil de kwartfinale waar ze werden uitgeschakeld door hun landgenoten en latere winnaars Rogerio 'Pará' Ferreira en Guilherme Marques.

### 1998 tot en met 2002
In de AVP Tour speelde Loiola met Steffes in 1998 zeven wedstrijden met vijf overwinningen als resultaat, maar het prijzengeld was sterk afgenomen door het faillissement van de AVP. Loiola maakte daarom de overstap naar de FIVB World Tour met Emanuel Rego. Het eerste jaar begonnen ze met twee tweede (Rio de Janeiro en Toronto) en twee derde plaatsen (Mar del Plata en Lignano). Na een negende plaats in Marseille volgde een reeks van vier overwinningen in Klagenfurt, Espinho, Tenerife en Alanya, waarna ze het jaar afsloten met een vijfde plaats in Vitória. Daarnaast namen Loiola en Emanuel aan zeven toernooien in de AVP Tour deel met zeges in Cleveland en Seal Beach. Het jaar daarop won het duo de wereldtitel in Marseille door in de finale de Zwitserse broers Martin en Paul Laciga te verslaan. Mede dankzij deze overwinning en die bij zes andere toernooien (Mar del Plata, Stavanger, Lignano, Klagenfurt, Espinho en Oostende) behaalden ze de eindzege in de World Tour. In de Amerikaanse competitie deden ze mee aan vijf toernooien met twee tweede en drie derde plaatsen als resultaat.
In 2000 wonnen Loiola en Emanuel viermaal (Toronto, Chicago, Klagenfurt en Oostende) en haalde het viermaal het podium in de World Tour. Bij de Olympische Spelen in Sydney kwamen ze niet verder dan de negende plaats nadat ze in de achtste finale waren uitgeschakeld door de Spanjaarden Javier Bosma en Fabio Díez. Ze namen in de AVP Tour deel aan zes toernooien en behaalden zeges in Hermosa Beach, Seal Beach en Manhattan Beach; bij de overige drie wedstrijden eindigden ze eveneens op het podium. Vervolgens speelde Loiola in de World Tour voor twee jaar samen met Ricardo Santos. Het duo werd in hun een eerste jaar tweede bij de WK in Klagenfurt achter de Argentijnen Mariano Baracetti en Martín Conde. Bij de overige acht World Tour-wedstrijden behaalden ze een overwinning in Espinho en tweede plaatsen in Lignano, Oostende en Vitória. Daarnaast wonnen Ricardo en Loiola het goud bij de Goodwill Games in Brisbane. In 2002 namen ze samen nog deel aan acht toernooien waarvan ze er drie wonnen (Montréal, Marseille en Klagenfurt); in Stavanger (tweede) en Espinho (derde) werd eveneens het podium gehaald.

### 2003 tot heden
Loiola speelde in 2003 zijn laatste wedstrijden in de World Tour met Fábio Luiz Magalhães. Het tweetal nam deel aan zes toernooien met een negende plaats in Espinho als beste resultaat. In de AVP Tour – waar Loiola tot en met 2009 actief bleef – deed hij met Bacil mee aan drie wedstrijden. Het duo eindigde als tweede in Manhattan Beach. De daaropvolgende drie jaar nam Loiola met verschillende partners waaronder Bacil en Fred Souza deel aan 22 toernooien zonder verder te komen dan een zevende plaats. Van 2007 tot en met 2009 vormde hij opeenvolgend een duo met Adam Jewell, Pedro Brazão en Larry Witt. In 39 wedstrijden was een derde plaats in San Diego het beste resultaat. Loiola speelde in mei 2009 in Atlanta zijn laatste professionele beachvolleybalwedstrijd. Anno 2018 is Loiola de coach van het Amerikaanse beachvolleybalduo Sara Hughes en Summer Ross.

## Palmares
Kampioenschappen
- 1997: 5e WK
- 1999:  WK
- 2000: 9e OS
- 2001:  WK
- 2001:  Goodwill Games

FIVB World Tour
- 1993:  Rio de Janeiro Open
- 1997:  Grand Slam Rio de Janeiro
- 1998:  Mar del Plata Open
- 1998:  Rio de Janeiro Open
- 1998:  Toronto Open
- 1998:  Klagenfurt Open
- 1998:  Espinho Open
- 1998:  Tenerife Open
- 1998:  Alanya Open
- 1999:  Mar del Plata Open
- 1999:  Toronto Open
- 1999:  Moskou Open
- 1999:  Stavanger Open
- 1999:  Lignano Open
- 1999:  Klagenfurt Open

- 1999:  Espinho Open
- 1999:  Oostende Open
- 1999:  Vitória Open
- 1999:  FIVB World Tour
- 2000:  Guaruja Open
- 2000:  Toronto Open
- 2000:  Grand Slam Chicago
- 2000:  Stavanger Open
- 2000:  Marseille Open
- 2000:  Espinho Open
- 2000:  Klagenfurt Open
- 2000:  Oostende Open
- 2001:  Lignano Open
- 2001:  Espinho Open
- 2001:  Oostende Open
- 2001:  Vitória Open
- 2002:  Stavanger Open
- 2002:  Montréal Open
- 2002:  Grand Slam Marseille
- 2002:  Espinho Open
- 2002:  Grand Slam Klagenfurt